# Роберто Родрігес Агірре
Роберто Родрігес Агірре (ісп. Roberto Rodríguez Aguirre, нар. 14 листопада 1942, Логроньо) — іспанський футболіст, що грав на позиції воротаря, зокрема за мадридський «Атлетіко», у складі якого — триразовий чемпіон Іспанії.

## Ігрова кар'єра
З 1962 року почав ротраплаяти до заявки головної команди мадридського «Атлетіко», проте у дорослому футболі дебютував у складі друголігової «Понтеведри», за яку грав протягом сезону 1964/65 на правах оренди.
повернувшись 1965 року до «матрасників» і дебютував у складі їх головної команди, взявши участь у 10 іграх по ходу переможного для неї сезону 1965/66. Згодом здобув ще два чемпіонських титули, в сезонах 1969/70 та 1972/73, вже як основний голкіпер мадридців. Загалом протягом дев'яти сезонів відіграв за «Атлетіко» 136 матчів у Ла-Лізі.
Протягом 1974—1975 років захищав кольори клубу «Сельта Віго», а завершував ігрову кар'єру в «Райо Вальєкано», за який виступав у сезоні 1975/76 років.

## Титули і досягнення

### Командні
- Чемпіон Іспанії (3):

«Атлетіко»: 1965-1966, 1969-1970, 1972-1973
- Володар Кубка Іспанії (1):

«Атлетіко»: 1971-1972

### Особисті
Володар Трофея Самори (1):
1970-1971